# Filialkirche Sankt Alexius

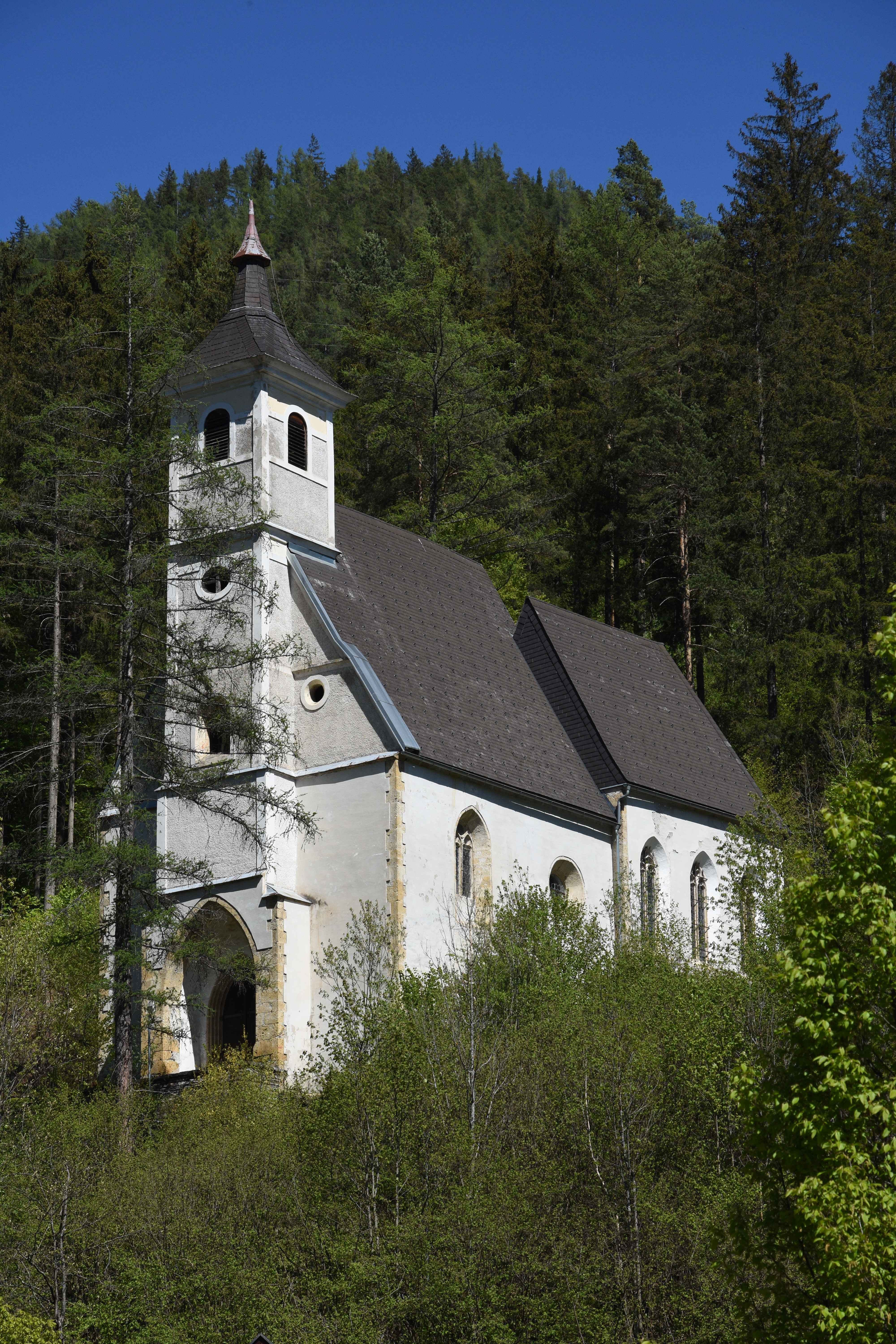
Die katholische Filialkirche Sankt Alexius in Sankt Katharein an der Laming

Sankt Alexius ist eine römisch-katholische Filialkirche der Pfarre St. Katharein an der Laming. Sie steht etwa 50 Meter östlich der Bebauung des Ortes auf einer Anhöhe. Die zu Ehren des heiligen Alexius von Edessa geweihte Kirche gehört zum Seelsorgeraum Bruck an der Mur in der Diözese Graz-Seckau. Die Kirche und die ehemalige Friedhofsfläche stehen unter Denkmalschutz (Listeneintrag).

## Lage
Die Kirche steht im östlichen Teil der Gemeinde Tragöß-Sankt Katharein, am Westhang des Kleinen Floning, eines Nebengipfels des Flonings, im Osten des Dorfes Sankt Katharein an der Laming. Sie befindet sich auf einer Seehöhe von rund 678 Metern, am nördlichen Ufer des Hüttengrabenbachs im mittleren Lamingtal, erhöht über dem Dorf. Zur Kirche führt keine Straße und kein befestigter Weg. Über eine Stiege gelangt man vom Ort zur Kirche. Etwa 100 Meter südwestlich steht die Pfarrkirche St. Katharein an der Laming.

## Geschichte
Einer Legende nach wurde im Auftrag der Stubenberger die Filialkirche im Jahr 1333 an der Stelle einer kleinen Kapelle errichtet, um dort Gottesdienste feiern zu können. Sankt Katharein an der Laming wurde allerdings erst 1372 zu einer eigenständigen Pfarre erhoben.
Die Kirche erhielt vermutlich vor 1444 ihre heutige Form. Im Jahr 1958 wurde sie außen restauriert, Restaurierungsarbeiten an der Ausstattung folgten von 1959 bis 1964.

## Architektur

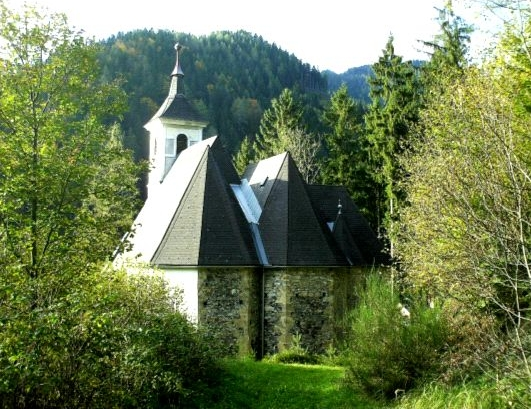
Blick auf den Doppelchor der Kirche

Sankt Alexius ist eine spätgotische zweischiffige Doppelchorkirche, die in ihrer Ausführung mit der katholischen Pfarrkirche von Hallstatt verwandt ist. Sie hat eine an den Chor im Nordosten angebaute Sakristei und ist nach Südosten ausgerichtet.

### Außenbeschreibung

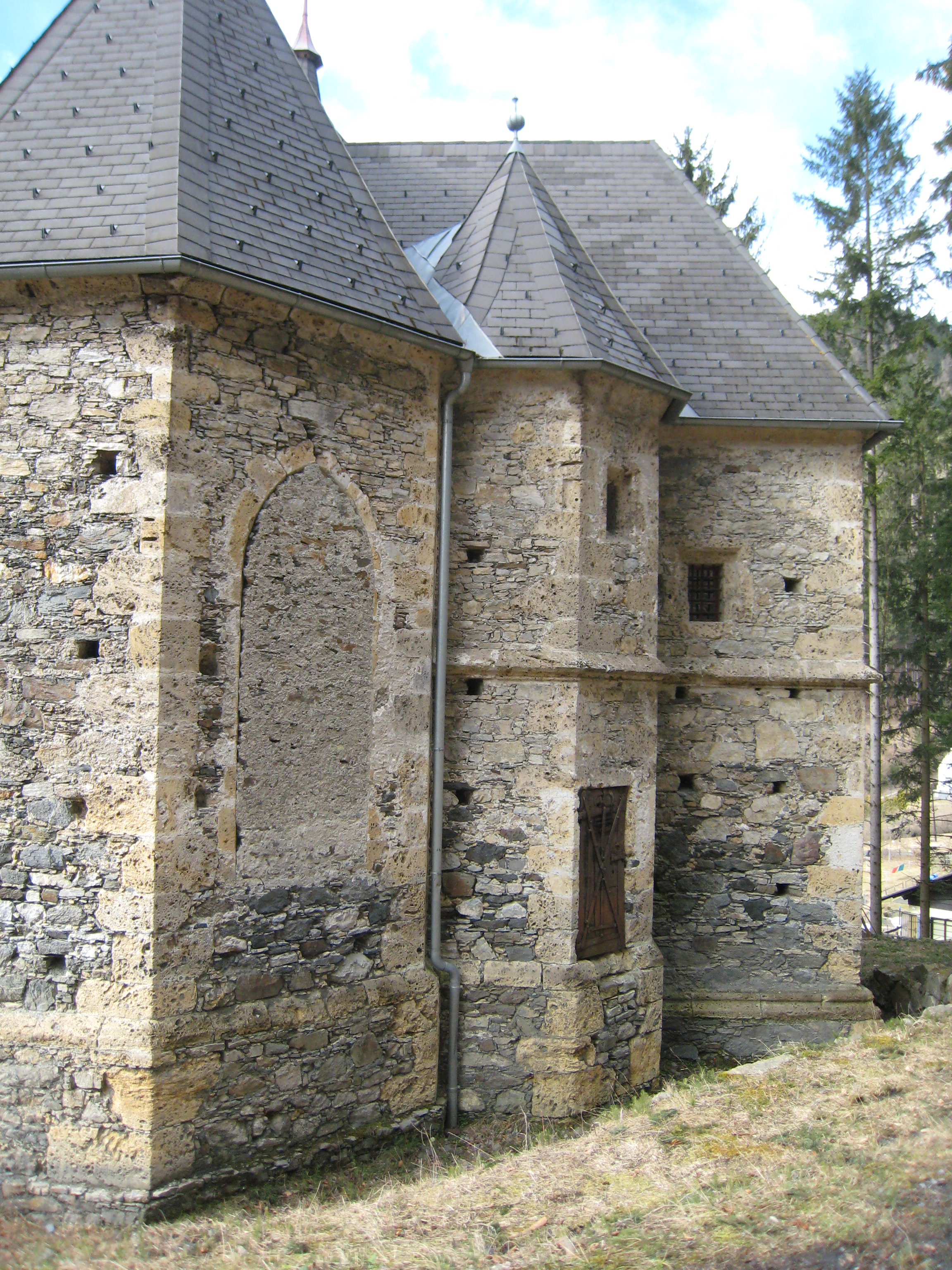
Der an die Sakristei angebaute Treppenturm

Die Außenwände der Kirche sind einfach gehalten und werden durch Fenster und Türen mit Steinrahmen und an der Westseite auch gemalten Rahmen gegliedert. Der Doppelchor sowie die Ostseite der Sakristei ist unverputzt. Die verputzten Gebäudeteile haben eine durch den Putz hervorgehobene Eckquaderung. Die Westseite der Kirche sowie die Sakristei und der kleine Treppenturm werden durch Gesims gegliedert. Sowohl das Langhaus als auch der höher liegende Doppelchor und die Sakristei haben ein mit Ziegeln gedecktes Walmdach. An das Langhaus ist im Westen ein Fassadenturm mit ziegelgedecktem Spitzhelm angebaut. Zumindest die oberen Stockwerke des Turmes sind im barocken Stil gehalten. Im Erdgeschoß hat der Turm eine offene, spitzbögige Portalzone, durch die man zum spitzbogigen Westportal der Kirche gelangt. Die Fassung dieses Portals ist mit Stabprofilen verziert. An der nordöstlichen sowie der südwestlichen Mauer des Langhauses führt jeweils ein Spitzbogenportal in das Innere. Die Türen der drei Kirchenportale haben spätgotische Eisenbeschläge. An den Chor ist im Nordosten die Sakristei mit darüber liegendem Oratorium angebaut. Im nördlichen Chorwinkel neben der Sakristei steht ein kleiner Treppenturm mit Zeltdach, der das Oratorium mit der Sakristei verbindet.
Die nordöstliche und südwestliche Langhausmauer haben jeweils ein zweibahniges Maßwerkfenster sowie je ein Rundfenster. Ebenso hat die Westmauer des Langhauses auf Höhe des Dachstuhls ein kleines Rundfenster. In der südwestlichen Chormauer sind es drei zweibahnige Maßwerkfenster. Ursprünglich befanden sich auch in den Chorschlüssen Fenster, die jedoch vermauert wurden. Im nördlichen Chorschluss ist die Laibung eines der vermauerten Fenster noch zu sehen. Der Fassadenturm hat an der Westseite ein Rundbogenfenster sowie ein darüber liegendes Rundfenster. Im obersten Geschoß hat der Turm auf allen vier Seiten Rundbogenfenster. Durch ein rechteckiges Fenster an der Nordseite gelangt Licht in die Sakristei. Das darüber liegende Oratorium hat je ein Rechteckfenster an der Ost- und Westseite. Der Treppenturm hat ein kleines Rechteckfenster im Obergeschoß, während sich im Erdgeschoß eine rechteckige Wandöffnung befindet.

### Innenraum
Das zweischiffige und zweijochige Langhaus ist als Einsäulenraum ausgeführt. Das Sternrippengewölbe wird dabei von einem in der Mitte des Langhauses aufgestellten achteckigen Pfeiler getragen. Die Joche des Langhauses sind annähernd quadratisch. Die barocke Empore aus Holz im westlichen Teil des Langhauses ist im südlichen Kirchenschiff vorgezogen und ruht auf hölzernen Stützen.
Zwei profilierte und von den Achsen des Langhauses nach außen gerückte Fronbögen trennen den symmetrischen dreijochigen Doppelchor mit Dreiachtelschlüssen vom Langhaus. Ihm gegenüber ist der Doppelchor um zwei Stufen erhöht. Die beiden Fronbögen sind durch ein schmales Mauerstück voneinander getrennt. Der Doppelchor wird von einem Netzrippengewölbe mit Parallelrippen überspannt, das auf Rundpfeilern und -diensten ruht. Die Runddienste am Übergang zum Langhaus wurden zu Rundkonsolen verkürzt. Der Dienst in der südwestlichen Ecke des Chors wurde als Kopfkonsole ausgeführt. Durch ein spitzbögiges Portal an der nordöstlichen Chorwand gelangt man in die Sakristei. Sowohl die Sakristei als auch das darüber liegende Oratorium sind sterngratgewölbt.

## Ausstattung
Die Kirche verfügt durch den Doppelchor über zwei Hochaltäre. Der sogenannte Allerheiligen-Hochaltar im nördlichen Chor datiert auf das Jahr 1640 und steht auf einer gotischen Steinmensa. Hinter dem Altar steht ein offener Beichtstuhl aus dem 17. Jahrhundert. Der Hochaltar im südlichen Chor wurde 1748 von dem aus Leoben stammenden Bildhauer Matthäus Krenauer geschaffen. Das Altarblatt zeigt den Tod des heiligen Alexius von Edessa, während im Oberbild die heilige Gertrudis dargestellt wird. Neben dem Altarblatt stehen zwei Figuren des Donatus und des Isidor. Am südlichen Fronbogen weist das Chronogramm 1737 auf eine Ausmalung der Kirche in diesem Jahr hin.
Im Langhaus stehen drei Seitenaltäre. Der Leonhard-Altar lässt sich durch eine Inschrift auf der Predella auf das Jahr 1660 datieren. Das Altarblatt des 1646 aufgestellten Anna-Altars zeigt die Anna selbdritt. Neben dem Bild stehen Figuren des heiligen Alexius sowie der heiligen Katharina auf dem Altar. Der Marienkrönungsaltar dürfte um 1700 errichtet worden sein. Statt eines Altarbildes hat er ein im zweiten Viertel des 17. Jahrhunderts geschaffenes Mittelrelief der Krönung Mariens mit seitlich angebrachten Wangen. Dieses Relief zeigt stilistisch eine Verwandtschaft zu jenem am Hochaltar der Pfarrkirche Neuberg an der Mürz. Am Korb der in der zweiten Hälfte des 17. Jahrhunderts gefertigten Kanzel sind Bilder von Christus und den vier Evangelisten angebracht. Die Positivorgel aus der zweiten Hälfte des 17. Jahrhunderts befand sich ursprünglich in der Filialkirche Sankt Ilgen und wurde später hierher verbracht. Das einfache Kirchengestühl stammt aus dem Barock.
An der westlichen Langhausmauer hängt ein im dritten Viertel des 18. Jahrhunderts gemaltes Bild, das den heiligen Johannes von Krakau darstellt. Auf Höhe der Empore hängt ein Bildnis aus dem 17. Jahrhundert, das den auferstandenen Christus zeigt, sowie eine um 1700 entstandene Darstellung des Dismas. In den Gewölben des Langhauses haben sich dekorative Wandmalereien aus der zweiten Hälfte des 15. Jahrhunderts erhalten. Sie bestehen unter anderem aus großen Blättern und Blüten. In den östlichen Jochen des Langhauses zeigen die Malereien auch Tiere sowie die vier Evangelistensymbole.

## Glocken
Im Turm der Kirche hängt eine 1603 von Thoman Auer gegossene Glocke.